# 大和市立緑野小学校
大和市立緑野小学校（やまとしりつ みどりのしょうがっこう）は、神奈川県大和市中央林間西にある公立小学校。

## 沿革
- 1971年（昭和46年）
  - 4月1日 - 林間小学校から分離独立し、開校。
  - 5月24日 - 校舎が完成し、移転。
  - 5月29日 - 開校記念祝賀式典を挙行。
- 1972年（昭和47年）
  - 7月11日 - 校章を制定。
  - 12月15日 - 体育館を落成。
- 1974年（昭和49年）
  - 1月29日 - 校歌を制定。
  - 6月21日 - 校舎を増築（14教室増設）。
- 1978年（昭和53年）6月29日 - プールを落成。
- 1980年（昭和55年）10月16日 - 創立10周年記念行事を実施。
- 1982年（昭和57年）
  - 4月1日 - 学区の一部を分離し、中央林間小学校が開校。
  - 12月8日 - わんぱくランドを設置。
- 1986年（昭和61年）10月13日 - 家庭科室が完成。
- 1987年（昭和62年）10月5日 - 保健室と事務室が完成。
- 1992年（平成4年）4月1日 - 特殊学級「みどり」を開設。
- 1996年（平成8年）
  - 4月1日 - 国際教室「ワールド」を開設。
  - 10月7日 - 耐震補強工事を実施。
- 1998年（平成10年）10月30日 - コンピュータ教室が完成。
- 1999年（平成11年）3月12日 - 緑野児童クラブ施設を落成。
- 2000年（平成12年）11月18日 - 創立30周年記念植樹式を開催。
- 2005年（平成17年）8月27日 - 保健室移動改修工事を実施。
- 2006年（平成18年）3月31日 - コンピュータ教室を改修。
- 2007年（平成19年）9月1日 - トイレを改修。
- 2008年（平成20年）9月1日 - 給食設備を改修。
- 2011年（平成23年）3月3日 - 体育館・特別教室棟・プール棟を落成。
- 2014年（平成26年）4月1日 - 国際教室を開設。
- 2015年（平成27年）3月24日 - 屋上防水工事を実施。
- 2017年（平成29年）9月15日 - トイレを改修。
- 2020年（令和2年）11月21日 - 創立50周年記念式典を挙行[2]。
- 2021年（令和3年）11月20日 - みどりん花火2021を開催。

## 通学区域
出典
- 下鶴間（1612番、1615～1621番、1626～1646番、1749番（枝番注意・詳しくは大和市教育委員会まで要問い合わせ）、1759～1772番、3787～3790番、3792番、3807～3834番、3837番(2号・5号・18号)、3869～4241番、4243番、4257番、4258番(4号・6号)、4259～4263番、4271番）
- 中央林間1丁目（全域）
- 中央林間2丁目（全域）
- 中央林間3丁目（全域）
- 中央林間5丁目（全域）
- 中央林間西4丁目（全域）
- 中央林間西5丁目（全域）
- 中央林間西6丁目（全域）
- 中央林間西7丁目（全域）

## 進学先の中学校
公立中学校の場合。
- 大和市立つきみ野中学校
- 大和市立南林間中学校